# Fabbrica Nazionale d'Armi
La Fabbrica Nazionale d'Armi è stata una società di progettazione e produzione di armi leggere, fondata a Brescia il 12 Novembre 1929.
In seguito agli eventi della Seconda Guerra Mondiale, la ditta venne parzialmente riconvertita per l'industria civile, ma nel 1957 le attività cessarono del tutto e gli stabilimenti produttivi vennero rilevati da altre ditte.

## Storia
La Fabbrica Nazionale d'Armi venne fondata a Brescia il 12 Novembre 1929 dal consiglio di amministrazione della Fabbrica d'Armi Pietro Lorenzotti. La ditta Lorenzotti stava attraversando un periodo di profonda crisi, legata alla crisi economica che si protraeva in Italia dal 1927 e che causò un netto calo delle vendite dei fucili da caccia, principale prodotto della Fabbrica d'Armi. Il Comm. Pietro Lorenzotti cedette quindi la fabbrica al Comm. Giacinto Mazzola, che diede nuovo slancio all'industria con il chiaro intento di acquisire contratti da parte delle forze armate.
Il primo contratto militare ottenuto dal nuovo consiglio di amministrazione fu la conversione di 10 500 Fucili Mod. 91 in altrettanti Moschetti Mod. 91 per Truppe Speciali, commissionata dalla Regia Marina. Essendo stato accettato nel Settembre 1929, tutte le armi convertite per questo contratto portano impressa sulla canna la vecchia nomenclatura della ditta, Pietro Lorenzotti, seppur siano state convertite in gran parte sotto la nuova amministrazione. Assieme alla F.N.A. anche la Metallurgica Bresciana già Tempini e la Beretta vennero coinvolte nella stessa tipologia di contratto.
Successivamente numerosi altri contratti perverranno dalla Regia Marina e dal Regio Esercito, consentendo alla F.N.A. di espandersi dalla precedente sede di Via Vantini, acquisendo gli ex impianti produttivi della M.I.D.A., siti in via Apollonio.
Oltre alle armi da guerra mod. 91, la ditta si distinse anche per la produzione (inizialmente in esclusiva) delle carabine a salve per l'Opera Nazionale Balilla, noti come Moschetti Regolamentari Balilla (Mod. 1891).
Durante la Seconda guerra Mondiale la ditta continuerà a produrre prevalentemente Moschetti Mod.91, con alzo regolabile, e Fucili Mitragliatori Breda Mod. 30, assieme a parti di arma per altre ditte, come le Pistole Beretta mod. 34.
Nel Settembre del 1943 la ditta venne posta sotto il diretto controllo delle truppe tedesche, per mantenerne saldamente il controllo e mantenere la produzione bellica. In questo periodo continuò la produzione (perlopiù l'assemblaggio) di armi Mod.91 e di Mod. 30  a cui vennero accostati diversi progetti di Pistole Mitragliatrici (in particolare la FNAB-43, su progetto Armaguerra). Risulta anche che la ditta sia stata direttamente coinvolta nello sviluppo di conversione delle armi mod. 91 e mod. 38 dal 6,5x52 originale all'8x57JS, proponendo delle conversioni con uso di lastrine modificate.
Dopo la guerra la ditta tentò di riconvertire le proprie produzioni per il mercato civile, mettendosi a produrre mezzi agricoli, utensili e strumenti di precisione, con scarso successo. Verrà poi rilevata nel 1956 dal conglomerato Breda-Beretta-Hispano Suiza, che la liquidò definitivamente nel 1957.
I vecchi impianti produttivi sono stati ristrutturati ed oggi ospitano rispettivamente un Parcheggio coperto con uffici ed un centro commerciale con un supermercato.